# Sharbat House 1 (Tel Awiw)
Sharbat House 1 (hebr. בית שרבט 1; nazywany także Sharbat Brothers Tower 1) – biurowiec w osiedlu Menaszijja w mieście Tel Awiw, w Izraelu.

## Historia
W latach 70. XX wieku rozpoczęto tworzenie centrum biznesowo-handlowego Centrum Tekstylne, które znajdowało się w bezpośrednim sąsiedztwie Parku Charlesa Clore’a. Na wzór amerykańskich obszarów metropolitalnych przygotowano plan architektoniczny, który przewidywał budowę wysokich biurowców, szerokich dróg dojazdowych i dużych parkingów. Pierwsze wieżowce zaczęły powstawać w 1978. Obecnie znajduje się tutaj duże centrum biznesowe miasta.
Całe centrum zostało wybudowane na jednej wspólnej platformie, będącej podstawą do budowy kolejnych budynków. W podstawie mieszczą się centra handlowe, parkingi oraz wejścia do biurowców. Pomiędzy biurowcami znajduje się duży centralny dziedziniec. Wokół niego wzniesiono parami sześć wieżowców: dwa po stronie południowej, dwa po stronie północnej i dwa pośrodku. Pierwszym wieżowcem, który powstał w 1978 w północno-zachodnim rogu kompleksu, był Dom Gibor. W 1980 po jego wschodniej stronie wybudowano prawie bliźniaczy wieżowiec Dom Przemysłu. Następnie w 1984 w południowo-zachodnim rogu kompleksu wybudowano Textile and Fashion Center, który odgrywa centralną funkcję w Centrum Tekstylnym. W 1990 po zachodniej stronie środkowej części kompleksu wybudowano biurowiec Sharbat House 1.

## Dane techniczne
Budynek ma 20 kondygnacji i wysokość 72 metrów.
Wieżowiec wybudowano w stylu międzynarodowym (odłam modernizmu). Wzniesiono go ze stali i betonu. Elewacja jest wykonana w kolorach granatowym i jasnym brązie.
Wieżowiec jest wykorzystywany jako biura prywatnych firm handlowych.